# Maison Ogier
Pour les articles homonymes, voir Ogier.
 (juillet 2017).
La Maison Ogier est un producteur et négociant en vin installé à Châteauneuf-du-Pape depuis 1859. Elle produit, vinifie et élève des vins AOC de la vallée du Rhône. Outre ses partenariats avec certains vignerons, la Maison Ogier possède les vignobles du Clos de l’Oratoire des Papes à Châteauneuf-du-Pape et Notre-Dame-de-Cousignac en Ardèche. Son vignoble s’étend sur plus de 100 hectares.

## Site de vinification

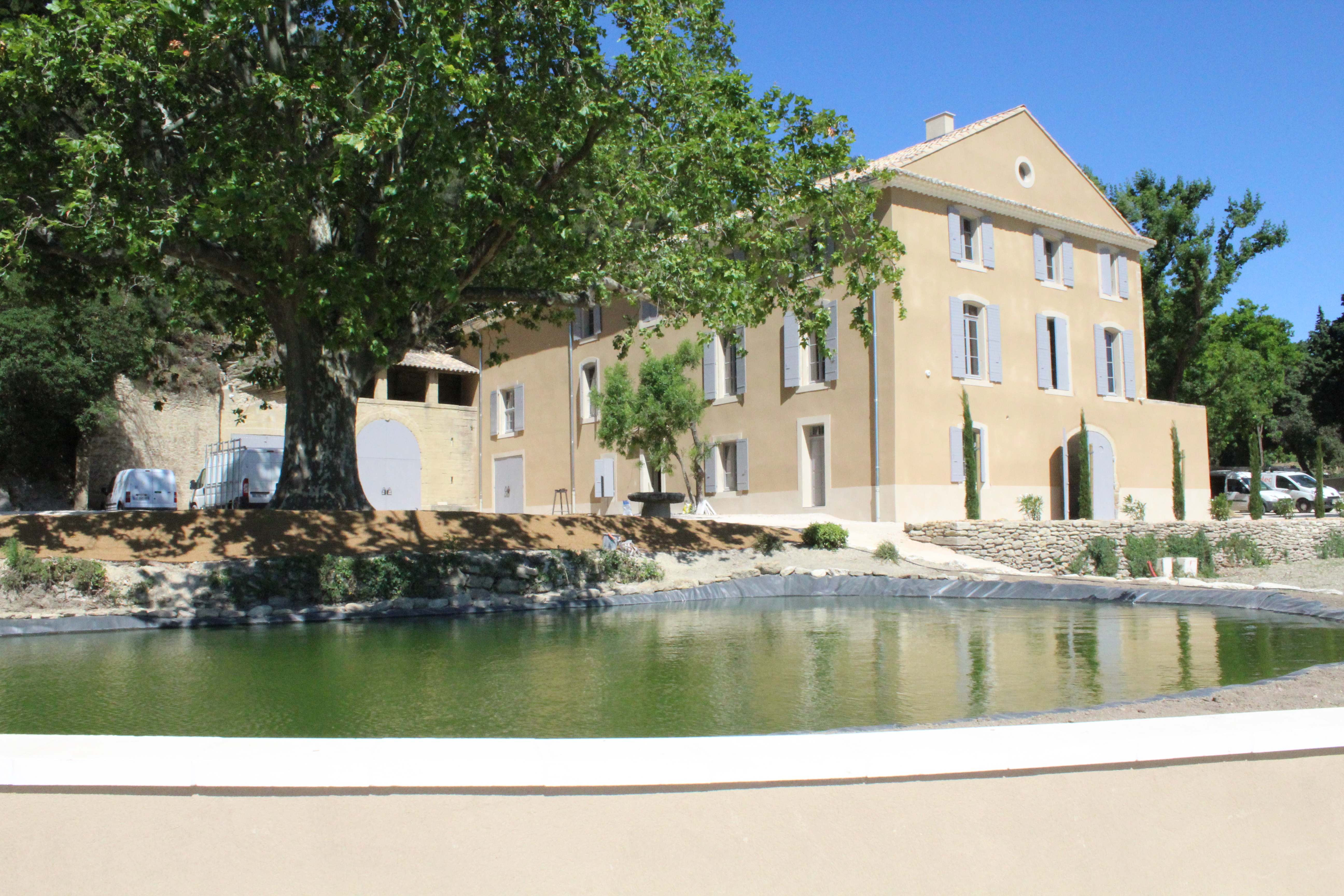
Le Prieuré du Clos de l'Oratoire des Papes.

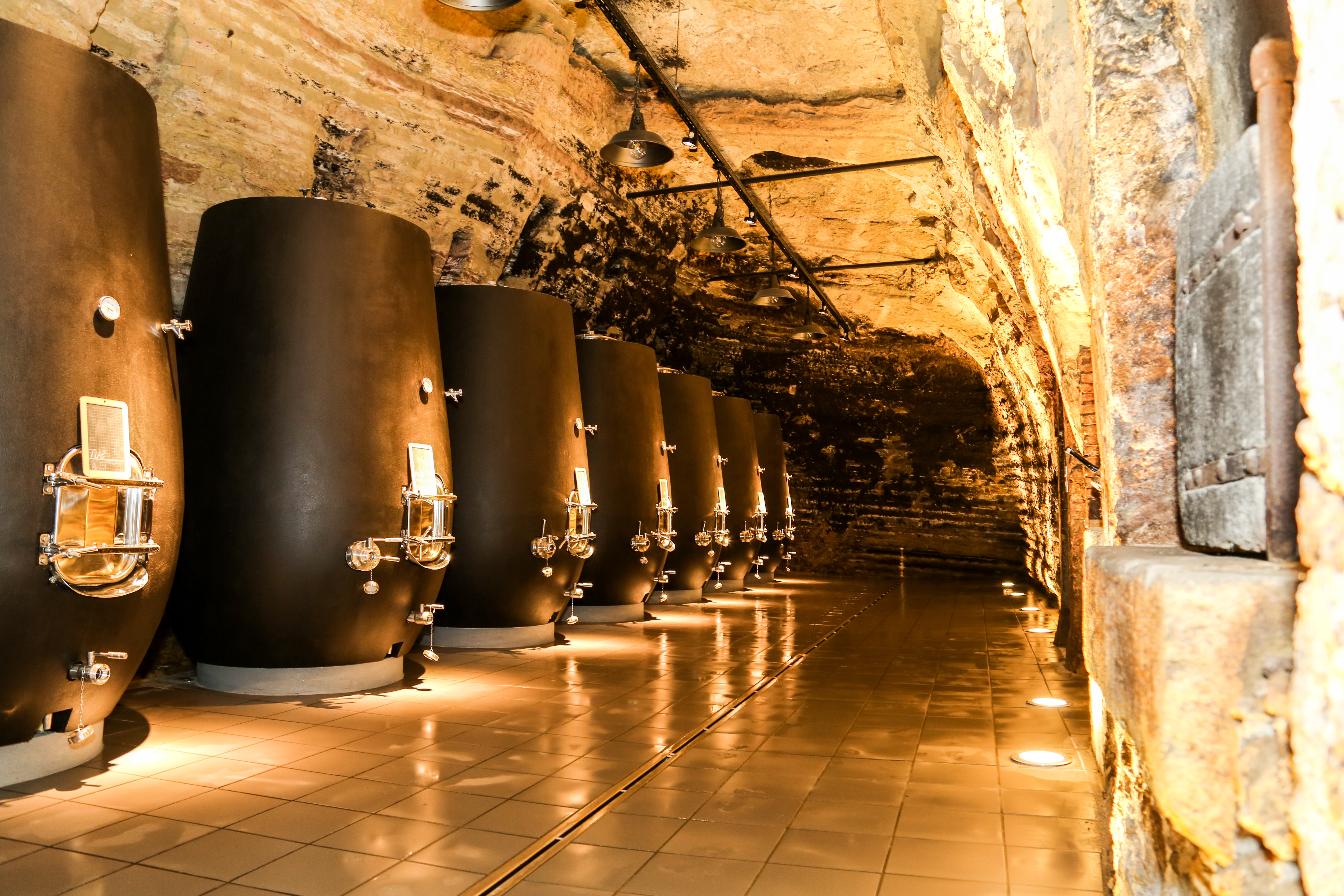
La cave troglodyte du Prieuré de l'Oratoire.

La cave est située à Courthézon, sur l'emplacement du Prieuré du Clos de l'Oratoire des Papes, construit au XVIe siècle, à côté du site l'Étang Salé.
Deux parcelles de vignes sont présentes. La première en appellation châteauneuf-du-pape, plantée de cépages blancs et uniquement dédiée à l’élaboration de la cuvée du Clos de l’Oratoire Blanc. La seconde en appellation côtes-du-rhône, en fermage, transformée en conservatoire des cépages rhodaniens.